# HD 17156 b
HD 17156 b (Mulchatna) – planeta pozasłoneczna krążąca wokół gwiazdy HD 17156 (Nushagak) po silnie wydłużonej orbicie, w średniej odległości 0,16 au. Należy do grupy tzw. gorących jowiszy. Jej wielkość jest zbliżona do Jowisza, zaś masa jest ponad trzykrotnie większa od masy Jowisza. Jeden obieg wokół gwiazdy zajmuje jej ponad 21 dni.

## Nazwa
Planeta ma nazwę własną Mulchatna, będąca nazwą rzeki na Alasce, dopływu Nushagak. Nazwa została wyłoniona w konkursie zorganizowanym w 2019 roku przez Międzynarodową Unię Astronomiczną w ramach stulecia istnienia organizacji. Uczestnicy ze Stanów Zjednoczonych mogli wybrać nazwę dla tej gwiazdy. Spośród nadesłanych propozycji zwyciężyła nazwa Mulchatna dla planety i Nushagak dla gwiazdy.